# Hutt Island
Hutt Island är en ö i Kanada.   Den ligger i Greater Vancouver Regional District och provinsen British Columbia, i den sydvästra delen av landet, 3 600 km väster om huvudstaden Ottawa. Arean är 0,25 kvadratkilometer.
Terrängen på Hutt Island är platt. Den sträcker sig 0,7 kilometer i nord-sydlig riktning, och 0,6 kilometer i öst-västlig riktning.
I omgivningarna runt Hutt Island växer i huvudsak blandskog. Runt Hutt Island är det mycket glesbefolkat, med 3 invånare per kvadratkilometer.